# Felipe Carlos de Arenberg
Felipe Carlos Francisco, 3.º Duque de Arenberg  (10 de mayo de 1663 - 25 de agosto de 1691) fue el 9.º Duque de Aarschot.
Fue nombrado caballero de la Orden del Toisón de Oro en 1685. Como su padre, Carlos Eugenio, 2.º Duque de Arenberg, fue Gran Bailío y Capitán General de Hainaut. El general más joven en el ejército imperial en al Batalla de Slankamen (en la actual Voivodina, Serbia), murió de sus heridas el 19 de agosto de 1691.

### Matrimonio e hijos
Contrajo matrimonio con María Enriqueta del Carretto, Marquesa de Grana y Savona en Italia, en 1684. Fue sucedido por su hijo, Leopoldo Felipe de Arenberg, como 4.º Duque de Arenberg, cuyos descendientes incluyen la actual línea de los Príncipes-Duques de Arenberg, así como la emperatriz Isabel de Austria y al rey Alberto I de Bélgica.
Su hija María Ana (1689-1736) desposó a François Egon de La Tour, Conde de Auvergne y Margrave de Berg-op-Zoom, un príncipe extranjero francés y sobrino del Mariscal de Francia Turenne. La hija de María Ana, Marie Henriette de La Tour d'Auvergne, Margravina de Berg-op-Zoom desposó al Conde Palatino Juan Cristián de Sulzbach, y fue la madre del Elector Carlos Teodoro de Baviera.